# Id Tech 2
id Tech 2, популарно познат као и Quake II engine, надоградња Quake engine, је game engine развијена од стране id Software за коришћење у њиховим играма, посебно Quake II. Од његовог изласка,  Quake II engine је био лиценциран за коришћење у неколико других игрица.
Једна од најзначајнијих карактеристика овог покретача је out-of-the-box (директно из кутије) подршка за хардверски убрзану графику, нарочито OpenGL, заједно са традиционалним софтвером рендеровања. Још једна занимљива особина је подела неке од компоненти исувише dynamic-link библиотекама. То је омогућило и софтверу и OpenGL рендерима, који су пребацивали између од учитавања и очитавања одвојених библиотека. Библиотеке су такође коришћене за логику игре, из два разлога:
- id је могао да ослободи изворни код који ће омогућити измене одржавајући остатак покретача власничким.
- Пошто су прикупљени за изворну платформу, уместо преводиоца, они се могу покренути брже од Quake решења, који је требало да покренете логику игре (QuakeC) у ограниченом интерпретатору.

Формат нивоа, као и са претходним id софтверским покретачима, користи BSP. Нивои су осветљени путем методе "светле мапе", у којој су мали подаци за сваку површину већ израчунати (овај пут, преко методе "radiosity") и чувају се као слике у дадотеци нивоа, који се потом користи да се утврди колико осветљења и интензитета сваки модел треба да прими, али не и свој правац.
John Carmack је објавио изворни код  22. децембра 2001. године под условима ГНУ-ове опште јавне лиценце.

## Игре које користе id Tech 2 (Quake IIengine)

### Игре које користе власничку лиценцу
- Quake II (1997) - id Software
- Heretic II (1998) - Raven Software
- SiN (1998) - Ritual Entertainment
  - SiN: Wages of Sin (1999) - Ritual Entertainment
- Kingpin: Life of Crime (1999) - Xatrix Entertainment
- Soldier of Fortune (2000) - Raven Software
- Daikatana (2000) - Ion Storm
- Blade (2000) - Hammerhead
- Anachronox (2001) - Ion Storm
- CIA Operative: Solo Missions (2001) - Trainwreck Studios

### Игре базиране на GPL изворним издањима
- UFO: Alien Invasion (2003) - UFO: Alien Invasion Team
- CodeRED: Alien Arena (2004) - COR Entertainment
- Gravity Bone (2008) - Blendo Games
- Warsow (2012) - Warsow Team
- Thirty Flights of Loving (2012) - Blendo Games
- Paintball 2 (2013) - Digital Paint